# Séneçon commun
Senecio vulgaris
Espèce
Classification phylogénétique

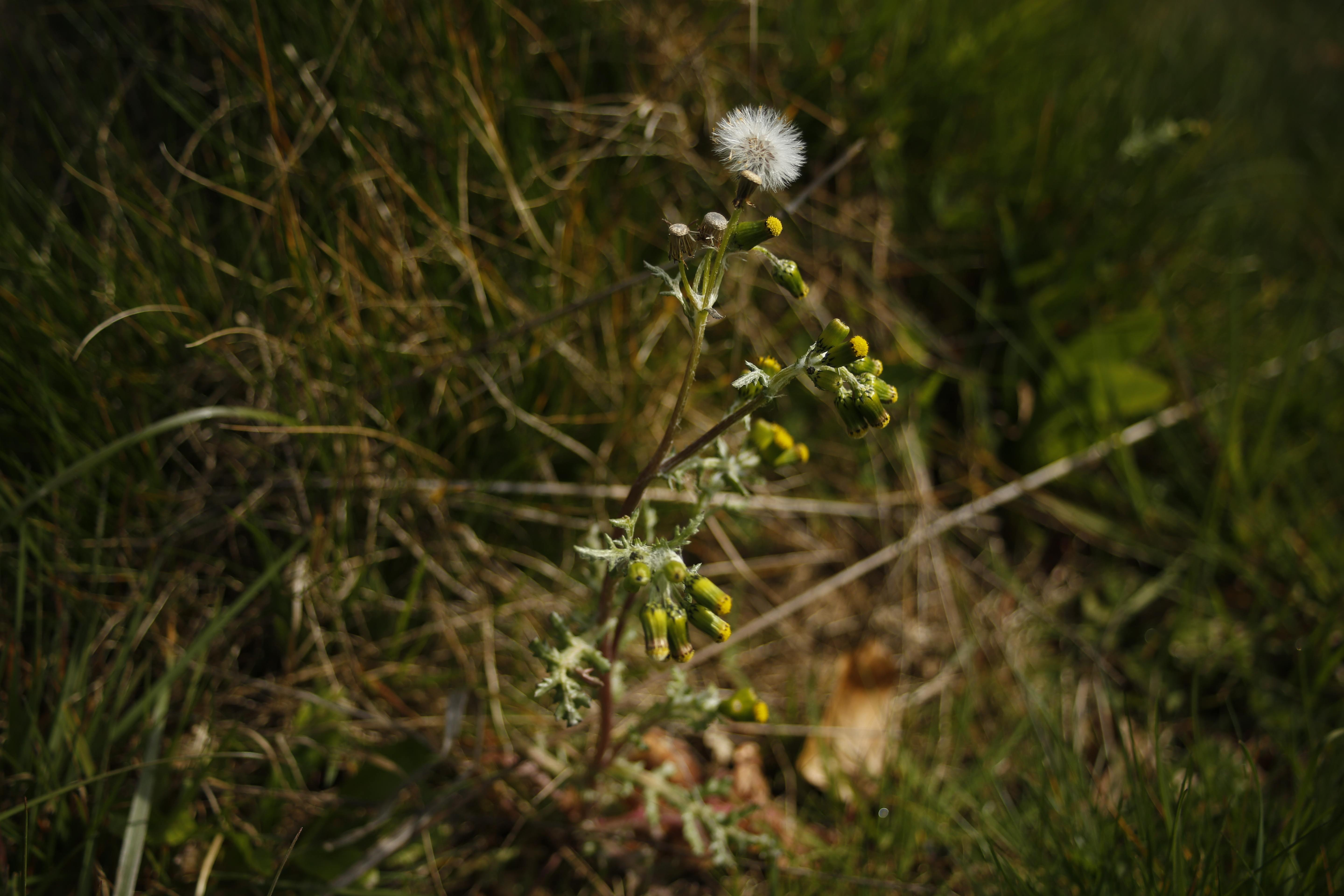
Séneçon commun

Le Séneçon commun ou Sèneçon commun ou encore séneçon vulgaire ou sèneçon vulgaire (Senecio vulgaris) est une espèce de plantes herbacées de la famille des Asteraceae (Composées). Elle est très commune dans presque toutes les régions tempérées du globe.

## Sous-espèces
- Senecio vulgaris subsp. denticulatus (O.F. Müll.) P.D. Sell
- Senecio vulgaris subsp. vulgaris

## Description

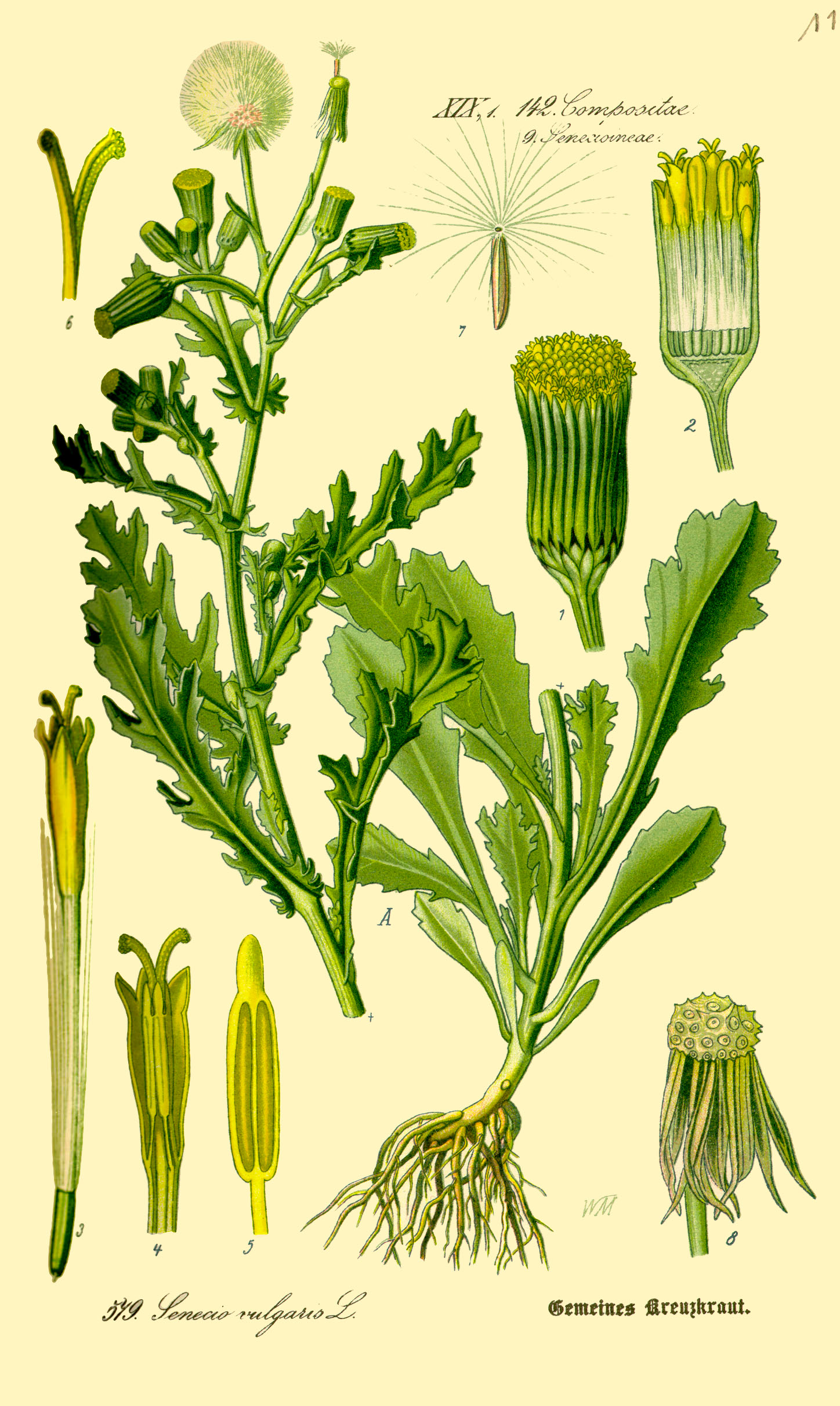
Senecio vulgaris

Le séneçon commun est une plante annuelle dont le cycle de développement est de courte durée (100 jours). Il peut germer, croître et fleurir toute l'année. C'est une plante très variable, à tige dressée, rameuse, mesurant de 10 à 50 cm de haut.
Les feuilles sont pennatifides à lobes irréguliers, étalés, anguleux, dentés. Les feuilles inférieures sont atténuées en pétiole et les caulinaires, embrassantes et auriculées.
Les capitules sont groupés en corymbes denses. Chaque capitule se caractérise notamment par l'absence de ligules et un calicule de 8-10 bractées à pointes noires. Les fleurs sont jaunes et toutes tubulées.
La plante peut fleurir presque toute l'année, en toutes saisons. Jusqu'à trois générations peuvent se succéder sur une seule année.
Le fruit est un akène pubescent, à aigrette à soies blanches.

## Écologie
Le séneçon commun se rencontre dans les terres cultivées et les lieux rudéralisés (décombres, bords des routes...). Il apprécie les sols riches, en azote et en minéraux. Espèce pionnière, le séneçon commun supporte mal la concurrence d'autres plantes.
Il est très commun en Europe, en Asie tempérée et dans l'Afrique du Nord. L'espèce est naturalisée en Amérique du Nord et ponctuellement sur le reste du globe.
Le séneçon commun est toxique pour la plupart des mammifères.
Il est considéré par les jardiniers comme une « mauvaise herbe ».

### Caractéristiques
- Organes reproducteurs
  - Couleur dominante des fleurs : jaune
  - Période de floraison : février-novembre
  - Inflorescence : corymbe de capitules
  - Sexualité : hermaphrodite
  - Ordre de maturation : protandre
  - Pollinisation : entomogame, autogame
- Graine
  - Fruit : akène
  - Dissémination : anémochore
- Habitat et répartition
  - Habitat type : annuelles commensales des cultures, dans les jardins ou les friches, en ville surtout dans les plates‐bandes, au bord des chemins, au pied des arbres.
  - Aire de répartition : cosmopolite

Données d'après : Julve, Ph., 1998 ff. - Baseflor. Index botanique, écologique et chorologique de la flore de France. Version : 23 avril 2004.

## Aire de répartition
Senecio vulgaris est une espèce invasive en Amérique, Océanie, Asie et Afrique du Nord.

Aire de répartition initiale de Senecio vulgaris.

Aire de répartition actuelle de Senecio vulgaris.

Afrique
Amériques
Amérique du Nord
Mexique
Amérique du Sud
Asie
Europe
Russie

## Propriétés
Toutes les parties de la plante renferment des alcaloïdes pyrrolizidiniques : sénéciphylline, sénécionine (Z-isomère), rétrorsine (E-isomère), spartioidine, usaramine, integerrimine. Ces diesters pyrrolizidiniques sont hépatotoxiques.

## Utilisations
Traditionnellement présentée, sans preuve pharmacologique, comme susceptible d'améliorer la circulation veineuse.
En Haute-Provence, c'est une plante considérée comme antitraumatique (pour les contusions) et résolutive (cataplasme) de la médecine populaire.
Le séneçon commun fut une plante médicinale mais en raison de sa toxicité hépatique, il a été transféré par l'arrêté du 25 août 1997 de la liste A à la liste B (plantes dont le rapport bénéfices/risques est défavorable).

## Histoire
Le séneçon commun était connu dans l'Antiquité gréco-latine sous le nom d'Érigeron.
Le botaniste grec des IVe et IIIe siècles av. J.-C., Théophraste remarque que l'Érigeron fleurit presque toute l'année et que c'est une plante potagère peu estimée.
Le médecin grec du Ier siècle, Dioscoride, lui consacre une notice dans laquelle il signale ses propriétés anti-inflammatoires :
...les fleurs sont jaunes, s'ouvrent rapidement et se transforment en aigrette. La raison pour laquelle on l'appelle Erigeron vient du fait que les fleurs deviennent blanches dès le printemps [comme les cheveux d'un vieillard]. La racine n'est d'aucun usage. Elle pousse sur les vieux murs, aux alentours des villes. Les fleurs et les feuilles sont rafraîchissantes. Les feuilles appliquées seules ou avec un peu de vin, calment les inflammations des pierres [reins] et du périnée...(M.M. IV)
Sur le plan étymologique, Érigeron s'analyse en grec en êri « précoce » et geron « vieillard ». Séneçon ou Senecio « sénescence » ou « vieillard » comme pour « Érigeron »  c'est l'allusion aux aigrettes  blanches des fruits. Vulgaris signifie « commun ».
Le naturaliste romain du Ier siècle, Pline, relate certaines pratiques magiques de son époque. La plante était supposée "capable de se charger des maux qu'elle était censée guérir et de les déposer dans la terre si on l'y replantait. Cette croyance explique sans doute le singulier mode d'emploi de l'Érigéron (Senecio vulgaris L.) pour dissiper les douleurs dentaires. Selon Pline" :
On arrache l'Érigeron et on touche trois fois la dent en crachant à chaque fois et si on remet la plante au même endroit de manière qu'elle reprenne, cette dent, dit-on, ne fera plus souffrir (H.N. XXV, 167)